# 陳暠 (義軍首領)
陳暠（越南语：／；？年—？年），一作陳高，是越南後黎朝時期一位起義軍首領。
陳暠本是後黎朝的水棠養眞庄純美監。當時後黎朝內亂，威穆帝、襄翼帝暴虐。陳暠聽說東方有天子氣，便陰謀叛亂。1516年，陳暠自稱是陳太宗玄孫、光淑皇后吳氏玉瑤的外戚，與兒子陳㫒在東潮縣瓊林寺舉兵，佔據海陽、水棠、東潮等縣。陳暠身穿緇衣，自稱是「帝釋降生」，改年號為天應。其部眾全部剃光頭。
陳暠率兵攻打僊遊、桂陽、嘉林等處，兵至菩提津，被河所阻不能過。襄翼帝御駕親征，大破之，陳暠逃往鄂山。襄翼帝又派定國公馮鎮、延興伯鄭孔昭、富祿伯鄭萼前往討伐，被陳暠大敗，馮鎮、鄭孔昭陣亡，鄭萼被俘。陳暠希望招降鄭萼，被拒絕，便將他處死。襄翼帝又派安和侯阮弘裕前往討伐，但阮弘裕畏懼，駐軍於菩提營。
陳暠的勢力一度非常強大，趁襄翼帝被弑之際攻破國都昇龍，任命後黎朝重臣黎廣度執掌朝政。鐵山伯陳真在慈廉縣舉兵勤王，陳暠派部將潘乙前往攻之。黎昭宗在西都城下詔各地官員討伐陳暠。鄭惟㦃自天關、應天進兵，阮弘裕自長安、莅仁而進。正營平富侯阮文慮、永興侯鄭綏，亦率水步兵並進，直搗昇龍。經過非常激烈的戰鬥，陳暠戰敗，經天德江逃往諒源。
後黎朝朝廷懸賞捉拿陳暠父子：如捉得陳暠，賞五十人；捕一人，封為右都督、從一品，蔭襲三代；又次捕一人，封都指揮使同知、從三品；從捕十人，封指揮僉事正四品；又從捕十三人，封指揮同知。如捉得陳㫒，賞二十人；首捕一人，封都督同知。
鄭惟㦃、阮弘裕以及明武侯鄭拱、廣福伯阮克讓攻打陳暠的殘餘勢力。陳暠在至靈縣擒殺鄭惟㦃，進兵至菩提津，被鐵山伯陳真大敗。陳暠逃回諒源不敢復出，傳位給兒子陳㫒，自己出家為僧。
此後，陳暠在史書中失去了記載。不過根據《大越史記全書》的記載，在保祿、安樂、周源等村一帶有陳暠的祠堂，陳暠可能最終老死於此。